# Ragnhild Kaarbø
Ragnhild Kaarbø (Harstad, 26 de diciembre de 1889-Oslo, 20 de agosto de 1949) fue una pintora noruega.

## Vida personal
Nació en Harstad en Troms, Noruega. Fue una de los trece hijos de Rikard Kaarbø y Anna Elisabeth Lund. Su padre era un exitoso hombre de negocios que participó en la creación de la ciudad de Harstad. Fundó varios negocios y fomentó el desarrollo de la industria naval local.

## Carrera profesional
Kaarbø asistió a un internado en Celle (Alemania) y decidió seguir una carrera artística. Estudió en la Academia Nacional de Artesanía e Industria Artística de Noruega, en Kristiania (actual Oslo), y posteriormente con Henrik Sørensen y Harriet Backer, y con el expresionista Kees van Dongen en París. En 1918, realizó su primera exposición individual en la Asociación de Artistas de Kristiania (actual Oslo).
Entre 1920 y 1930 permaneció principalmente en París, donde siguió las enseñanzas de varios artistas de renombre, como André Lhote y Pedro Luiz Correia de Araújo (brasileño, afincado en París y Río, 1874-1955). Entre 1925 y 1927 fue alumna de Fernand Léger y Amédée Ozenfant en la Academia Moderna

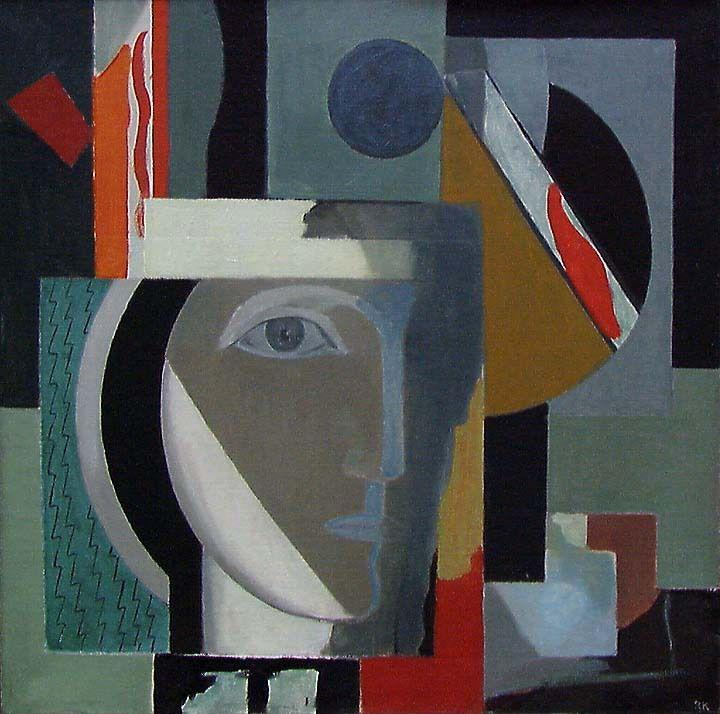
Komposisjon med hode, 1925

Durante sus primeros años, Kaarbø se vio influida por el fauvismo y pintó muchos retratos expresionistas de mujeres. A continuación, tuvo un periodo en el que pintó principalmente paisajes, tanto temas costeros como motivos urbanos. En París, en la década de 1920, recibió la influencia del cubismo y otros estilos de vanguardia. Participó en la exposición Otte skandinaviske kubister ("Ocho cubistas escandinavos") en el Kunstnerforbundet de Oslo en 1926. La exposición suscitó un gran interés, pero la mayoría de las críticas fueron negativas, y el Kunstnerforbundet fue incluso boicoteado por la prensa. Decepcionada por la respuesta negativa, Kaarbø pasó a pintar paisajes de estilo impresionista.
Participó en varias exposiciones, incluidas dos obras en el Salon d'automne de 1922, y participó en la Exposición de la Academia Moderna en la Galería de Arte Contemporáneo en 1926 y en la Exposición de la Academia Moderna Léger Ozenfant en la Galería Aubier en 1927. Entre sus obras en la Galería Nacional de Noruega se encuentran Komposisjon med hode de 1925 y Fra Siena de 1937.
Kaarbø fue incluida en la exposición de 2013 Electromagnetic: Arte moderno en el norte de Europa 1918-31 en el Centro de Arte Henie Onstad.